# 宝永富士宮地震
宝永富士宮地震（ほうえいふじのみやじしん）は、江戸時代の宝永4年10月5日（1707年10月29日）に駿河国富士宮付近で発生した地震。

## 地震の記録
五畿七道諸国に亘って大揺れとなった南海トラフ巨大地震である宝永地震の翌朝、宝永四年十月五日卯刻（1707年10月29日6時頃）、駿河から甲斐附近は再び激しい揺れに見舞われた。内陸地震としては宝永地震の最大余震とされる。
柳沢吉保の公用日記『楽只堂年録』には、宝永地震の本震に加えて本地震による被害記録も記されている。
村山浅間神社による報告では、4日の本震は「夥しき地震」と記述されているのみであるが、5日の本地震による被害が特に著しく、辻之坊・大鏡坊・池西坊中門前および村山社領の家が残らず潰れ、死人4人を出し、怪我人は多数であった。
また富士山本宮浅間大社による被害報告も同書に記されるが、4日の本震被害との区別が出来ない。
富士山本宮浅間大社による文書『大地震富士山焼出之事』には、「□□□分に夥敷大地震、昨夜之三双倍」とあって、神社仏閣が傾き、村家が数多く潰れたとある。
さらに『楽只堂年録』に記された、油井、岡部、袋井の報告でも「両度之地震ニ而」とあって本震による被害と区別できない。神原でも「同五日之朝五つ時又々大地震、大分山崩も仕候付潰家或半潰大破仕候」とある。
『日本被害地震総覧』では「甲斐などでは本震より強く感じ、大きな被害（潰家7,397, 同寺254, 死24）となった。」と記述されているが、甲斐の被害は『楽只堂年録』や『山田町御用留帳』の内容から被害の大部分は4日の本震によると判断される。『甲西町誌』所収の『新津容策家の往年災異記』によれば、4日の地震で荊沢十五ヶ村（現・南アルプス市）は家が残らず潰れ、5日の朝も家が潰れる程の揺れであったという。久能山では、『楽只堂年録』に4日に八坊の内4ヶ寺潰れ、5日に番所ならびに坊中1ヶ寺潰れ、前方小破の所々も5日の地震に大破に及んだとある。
| 地域               | 知行主                | 潰家                            | 半潰家  | 大破                 | その他被害                 | 死者 | 主に被害をもたらした地震 |
| ------------------ | --------------------- | ------------------------------- | ------- | -------------------- | -------------------------- | ---- | ------------------------ |
| 谷村               | 松平美濃守            | 在家28軒                        |         |                      |                            |      | 4日                      |
| 甲斐国             | 松平美濃守            | 町屋149軒, 在家5,621軒, 寺社217 |         |                      | 甲府城櫓多門瓦壁落, 石垣損 | 9人  | 4日                      |
| 甲斐国西東河内領   | 松平美濃守            | 在家1,599軒, 寺社37             |         |                      |                            | 15人 | 4日                      |
| 駿刕府中           | 能勢権兵衛            | 22軒                            | 15軒    | 45軒                 | 駿府城米蔵大破, 多門潰     |      | 4日で過半大破            |
| 駿刕村山           | 村山三坊              | 社領不残                        |         |                      |                            | 4人  | 5日                      |
| 駿州富士本宮浅間社 | 富士大宮別当          |                                 |         |                      | 檜皮葺屋根大破             |      | 4日および5日             |
| 久能               | 星伝右衛門            | 坊中5ヶ寺, 神領58軒             |         | 3ヶ寺                | 大谷村浜波打上             | 1人  | 4日および5日             |
| 駿刕神原宿         | 安藤筑後守 石尾阿波守 | 有                              | 有      | 有                   | 山崩れ                     |      | 4日および5日             |
| 駿刕油井宿         | 安藤筑後守 石尾阿波守 |                                 | 83軒    | 157軒                |                            |      | 4日および5日             |
| 駿刕丸子宿         | 安藤筑後守 石尾阿波守 | 百姓家5軒                       |         | 宿ならび役家少々破損 | 宇津野谷坂山崩れ           |      | 4日                      |
| 駿刕岡部宿         | 安藤筑後守 石尾阿波守 | 16軒                            | 91軒    | 21軒                 |                            |      | 4日および5日             |
| 駿刕藤枝宿         | 安藤筑後守 石尾阿波守 | 23軒                            | 59軒    | 町中                 |                            |      | 4日                      |
| 駿刕嶋田宿         | 安藤筑後守 石尾阿波守 | 裏々小家                        |         |                      |                            |      | 4日                      |
| 遠刕金谷宿         | 安藤筑後守 石尾阿波守 | 5軒                             |         | 町中                 |                            |      | 4日                      |
| 遠刕袋井宿         | 安藤筑後守 石尾阿波守 | 不残                            |         |                      | 大地割                     | 35人 | 4日および5日             |
| 駿刕田中           | 内藤紀伊守            | 長屋18ヶ所, 足軽屋敷110軒       |         |                      | 田中城石垣崩               |      | 4日および5日             |
| 駿刕藤枝町         | 内藤紀伊守            | 町屋13軒, 23軒                  | 59軒    | 其外数多             |                            |      | 4日および5日             |
| 駿刕内谷村         | 内藤紀伊守            | 町屋12軒,                       |         | 其外                 |                            |      | 4日および5日             |
| 駿刕岡部町         | 内藤紀伊守            | 16軒                            | 91軒    | 21軒                 |                            |      | 4日および5日             |
| 駿刕志太郡内10ヶ村 | 内藤紀伊守            | 1,409軒                         | 1,213軒 |                      |                            |      | 4日および5日             |
| 駿刕益津郡内4ヶ村  | 内藤紀伊守            | 345軒                           | 137軒   |                      | 地舟高波で行方不知         |      | 4日および5日             |
| 駿刕有渡郡内5ヶ村  | 内藤紀伊守            | 12軒                            | 6軒     |                      | 猟船8艘高波で破船          | 1人  | 4日および5日             |
| 遠刕榛原郡内19ヶ村 | 内藤紀伊守            | 243軒                           | 5軒     |                      | 塩浜高波で損               | 5人  | 4日および5日             |
| 遠刕城東郡内7ヶ村  | 内藤紀伊守            | 2,142軒                         | 1,511軒 |                      |                            | 6人  | 4日および5日             |
| 駿刕富士郡内5ヶ村  | 久世三四郎            | 百姓家所々                      |         |                      |                            |      | 4日および5日             |

江戸でも地震後に御機嫌伺いに登城しているため震度4程度と推定される。『出火洪水大風地震』には「十月四日之昼同五日之朝地震有之、天水こほれ余程之地震ニ而御座候得共、上々様方益御機嫌被成御座候旨御到来有之」とあって、当時は天水桶がこぼれる程の地震が起った場合は君主の御機嫌伺いに参上するのが慣習であった。
その他、日光でも「卯刻過地震」（『御番所日記』）、松代で「明六時過余程強致地震」（『『家老日記』』）、富山で「卯刻地震強動」（『吉川随筆』）、大聖寺で「卯之刻地震」（『大聖寺藩史』）、名古屋で「卯の刻よ程強き地震」（『鸚鵡籠中記』）など広い範囲で強く揺れた記録がある。
この後、富士山周辺では余震が続き、11月10日（1707年12月3日）頃からは鳴動が始まり、11月23日（1707年12月16日）には宝永大噴火となり、宝永山が出現した。

## 規模
宇津ほか(2001)は、本地震のマグニチュードを M 7.0としている。中村・松浦(2012)は、本地震に近い位置で発生した2011年静岡県東部地震が、東京で震度3であり、本地震が江戸で震度4程度と推定されることから M 6.6 - 7.0程度、富士宮付近の浅い地震と推定している。